# تیگران پطروسیان
تیگران وارطانی پطروسیان (ارمنی: Տիգրան Պետրոսյան؛ ۱۹۲۹–۱۹۸۴) استادبزرگ شطرنج ارمنی‌تبار اهل اتحاد شوروی و نهمین قهرمان شطرنج جهان از سال ۱۹۶۳ تا ۱۹۶۹ میلادی بود.
او قهرمانی جهان را در سال ۱۹۶۳ میلادی با پیروزی بر میخائیل باتوینیک (۵ برد، ۲ باخت و ۱۵ تساوی) به دست آورد. در ۱۹۶۶ میلادی با پیروزی بر بوریس اسپاسکی از عنوان خود دفاع کرد و در ۱۹۶۹ با شکست از اسپاسکی (۶ باخت، ۴ برد و ۱۳ تساوی) عنوان را به او واگذار کرد. پطروسیان در سال‌های ۱۹۶۹، ۱۹۶۱، ۱۹۵۹ و ۱۹۷۵ میلادی به قهرمانی شوروی دست یافت.
مهارت پطروسیان در بازی پوزیسیونی، دفاع غیرقابل نفوذ و بازی متقابل بود و برخی او را شکست‌ناپذیرترین شطرنج‌باز تاریخ می‌دانند و به او لقب "تیگران آهنین" (Iron Tigran) دادند.
تیگران پطروسیان ۱۳ اوت ۱۹۸۴ میلادی در سن ۵۵ سالگی به دلیل ابتلا به سرطان معده درگذشت و در آرامستان ارامنه مسکو (آرامستان واگانکوفسکوی) به خاک سپرده شد.

## جوایز
- نشان دوستی خلق
- نشان برجسته افتخار
- مدال شجاعت کار

## نگارخانه

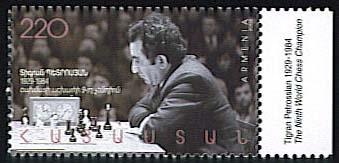
تمبر یادبود
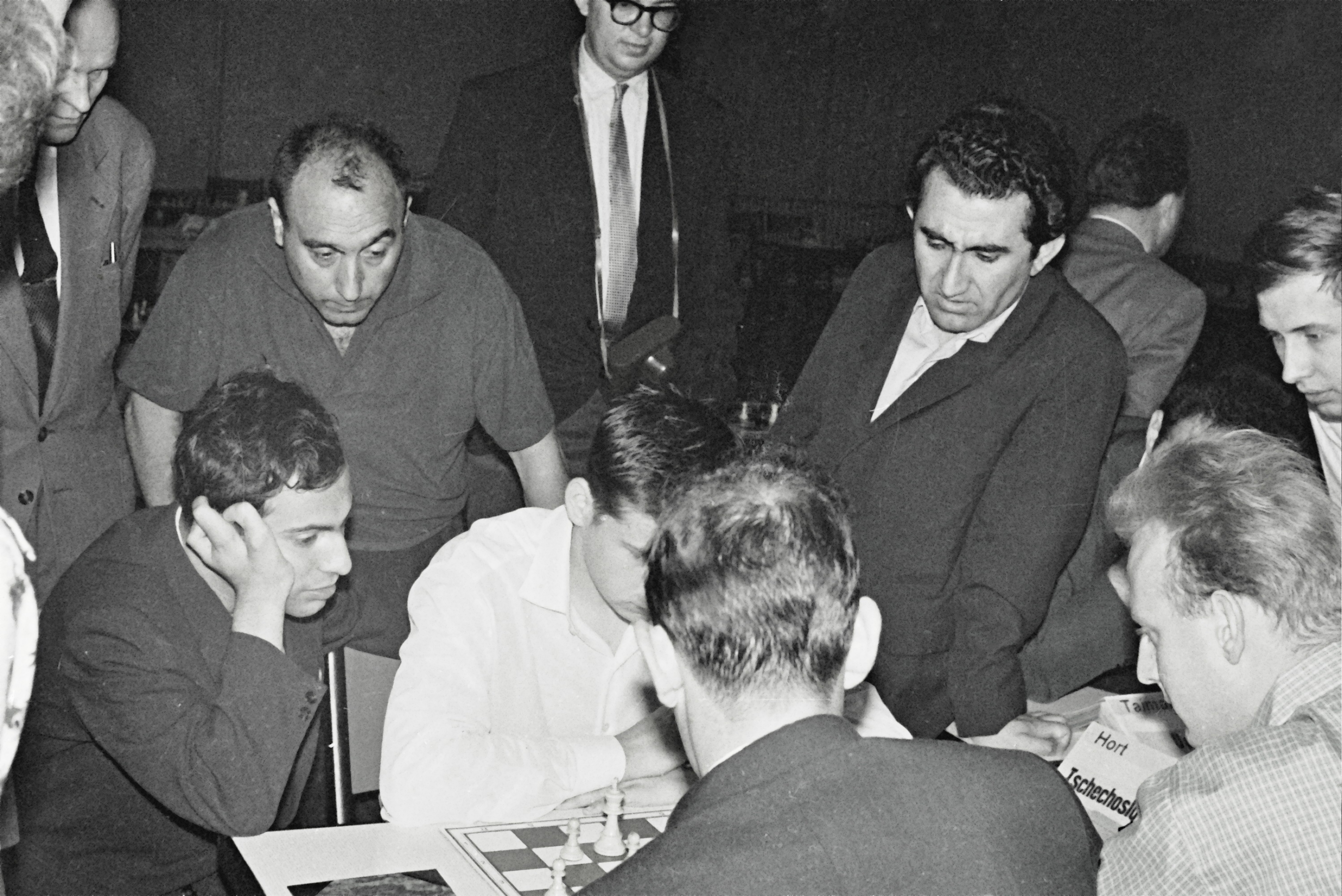
سال ۱۹۶۱ میلادی به همراه میخائیل تال
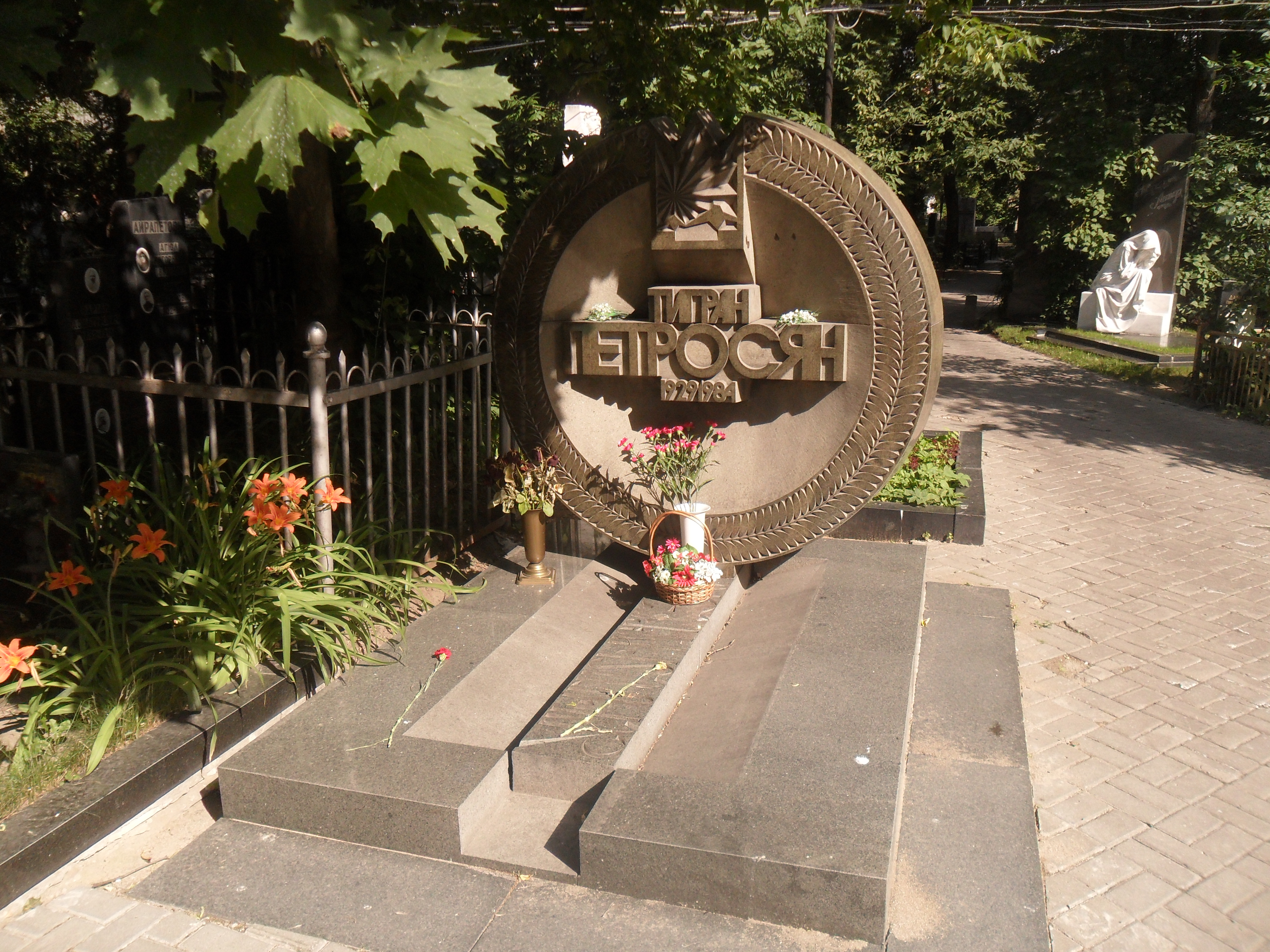
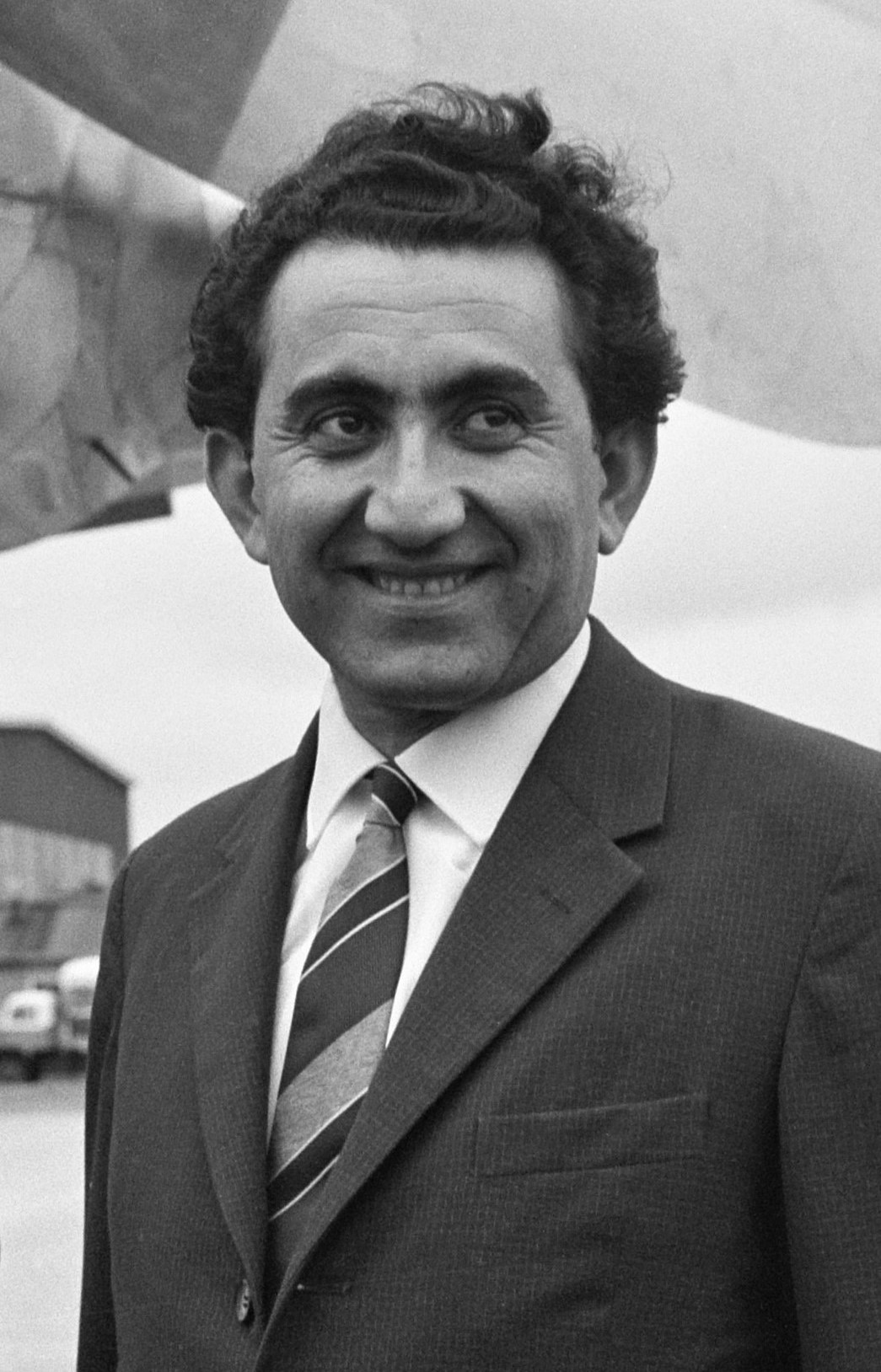